# 中國創意控股
中國創意控股有限公司，簡稱中國創意控股（英語：Creative China Holdings Limited，港交所：8368），在2002年，由楊劍（董事長及首席執行官），於北京市（總部）成立「北京無限印象傳媒有限公司」。
業務在中國內地經營电视演唱会、电影首映庆典、电影颁奖礼、多媒体音乐剧、明星播报电视栏目等多項创意性国际化活动、创意型的舞美策划、创意视觉、创意公关等。主要制作项目包括CCTV-6节目《光影星播客》，中国电影金鸡奖、百花奖颁奖典礼、以及《变形金刚4》中国首映典礼。
股份則在2015年11月18日於港交所創業板上市。集資額為7610萬港元，配售價為0.27至0.39港元，發售股份為3億股，主要用作扩充视频种类范围至网络播放及相关服务等。其中，演员赵薇为公司主要投资人，持有5400万股。於2016年1月,該公司市值大約為60億元。

## 外部連結
- ntmediabj.com（页面存档备份，存于）